# Insalata di rinforzo
L'insalata di rinforzo, in qualche caso anche denominata burdiglione, è un tipico piatto napoletano preparato nel periodo natalizio.
Viene preparato con cavolfiore lessato, olive verdi, cetriolini, cipolline, giardiniera, peperoni dolci o piccanti (papaccelle), tutti sottaceto e acciughe sotto sale. Il tutto viene condito con olio, sale ed aceto.
L'insalata di rinforzo è così chiamata a Napoli in quanto pietanza servita originariamente durante il cenone della Vigilia di Natale, cenone notoriamente di magro, che anche quando comportasse pantagrueliche portate di pesce, si riteneva dovesse esser rinforzato con questa insalata.

## Preparazione
La materia di base è il cavolfiore. Dopo averlo pulito sotto l'acqua corrente, da esso vanno staccate le cimette e messe a bollire in acqua salata. La lessatura non deve essere completa e le cimette vanno scolate dopo 10 minuti circa e fatte raffreddare normalmente in un capace piatto da portata.
Le cimette vanno quindi condite con cetriolini sottaceto tagliati a rondelle, capperi dissalati in acqua, papaccelle tagliati a listarelle, acciughe dissalate e deliscate, tagliate quindi a pezzi a metà o a terzi, con olive verdi e nere disossate o anche intere e con una giardiniera delicatamente sottaceto. Il tutto va irrorato da una mistura di 3 parti circa di olio di oliva e due parti circa di aceto. Il condimento va fatto in anticipo, per dar modo agli ingredienti di amalgamarsi bene con le cimette del cavolfiore.
Infine si potrà portare in tavola e, se preparato con una certa abbondanza, l'insalata di rinforzo può essere mangiata il giorno dopo, quando il tutto avrà raggiunto il massimo della sapidità.
A Napoli, in dicembre, ogni salsamenteria si dota di grandi quantità di giardiniera sottaceto e papaccelle preparati con una sapienza artigianale che difficilmente trova riscontro nella produzione industriale, al fine di soddisfare la grande domanda provocata dall'imminenza delle festività natalizie.